# Carl Zehnder
Karl Theodor Zehnder (* 15. Dezember 1859 in Illnau; † 25. Juli 1938 in Münchenstein) war ein Schweizer Architekturtheoretiker, Zeichner und Architekt.

## Leben
Carl Zehnder stammte aus einer angesehenen Zürcher Ärztefamilie. Er studierte zunächst Architektur an der Eidgenössischen Technischen Hochschule, unter anderem bei Gustav Gull, Georg Lasius und Friedrich Bluntschli. Es folgte ein Aufenthalt in Paris, im Atelier von Jean-Louis Pascal an der École des Beaux-Arts. Nach einer Italienreise 1886–87 arbeitete er bis zur Mitte der 1890er Jahre bei zwei renommierten Architekten in Deutschland, bei Georg Frentzen in Aachen und bei Paul Wallot in Frankfurt. Als er 1896 nach Zürich zurückkehrte, war er zunächst Assistent an der dortigen Kunstgewerbeschule, wo er 1897 bis 1902 auch lehrte und die Direktion des angeschlossenen Gewerbemuseums innehatte. Nach seiner Demission übersiedelte er zunächst nach Zollikon und 1906 nach Basel.
Zehnder, der bei den erfolgreichsten und bekanntesten Architekten seiner Zeit arbeitete, realisierte keinen eigenen Bau. 1888 ist die Teilnahme an einem Wettbewerb für Strassenkandelaber der Stadt Frankfurt dokumentiert und ebenso für das Augusta-Denkmal in Koblenz. Ab dem gleichen Jahr bis kurz vor seinem Tod entstanden von ihm eine Fülle von Zeichnungen, in denen er Ideal-Architekturen darstellte, die in der Tradition der Zeichnungen von Renaissance- und Barockkünstlern wie Pozzo, Bibiena und Piranesi stehen. Seine Zeichnungen konnte er unter anderem 1906 in der Grossen Berliner Kunstausstellung, 1908–09 im Kunstmuseum St. Gallen und 1920 im Zürcher Kunstgewerbemuseum zeigen.